# فرشته‌ماهی نوارسیاه
فرشته‌ماهی نوارسیاه (نام علمی: Genicanthus lamarck) نام یک گونه از خانواده فرشته‌ماهیان است.